# Ansgar Wessling
Ansgar Wessling (født 3. maj 1961 i Essen, Vesttyskland) er en tysk tidligere roer, olympisk guldvinder og dobbelt verdensmester. Han er audiolog og har desuden dyrket motorsport.
Wesslings første store internationale præstation kom ved VM i 1984, hvor han var med til at vinde sølv i letvægtsfireren. Senere skiftede han til otteren, og det var i denne bådtype, han deltog for Vesttyskland ved OL 1988 i Seoul. Vesttyskerne var ikke blandt favoritterne, men overraskede i indledende runde ved at vinde deres heat med mere end halvandet sekunds forspring til de øvrige deltagere. I finalen tog de hurtigt føringen og gav aldrig slip på den igen. I mål var de næsten to sekunder foran de øvrige deltagere, hvor Sovjetunionen akkurat sikrede sig sølvet foran USA. De øvrige i den vesttyske vinderbåd var Eckhardt Schultz, Bahne Rabe, Wolfgang Maennig, Matthias Mellinghaus, Thomas Möllenkamp, Thomas Domian, Armin Eichholz og styrmand Manfred Klein.
De følgende år dominerede den tyske båd i otteren og blev således verdensmestre i 1989, 1990 og 1991 (i de to første tilfælde som Vesttyskland og i det sidste som det nu forenede Tyskland). Wessling var med i båden i 1989 og 1991, mens han i 1990 roede firer med styrmand og der vandt sølv.
Ved OL 1992 i Barcelona var han med i den fællesttyske otter, der som forsvarende olympisk mester og verdensmester i alle de mellemliggende år var favoritter. Men overraskende nok blev tyskerne besejret i indledende runde af Rumænien, der satte ny olympisk rekord ved den lejlighed. Andenpladsen var dog nok til at sende tyskerne i semifinalen, som de vandt forholdsvis klart. I finalen var det dog de to forreste fra det andet semifinaleheat, Rumænien og Canada, der lå forrest i det meste af løbet. Canada trak fra ved 1500 m, men Rumænien hentede  gav det sidste, de havde, og kom næsten op på siden af canadierne, der dog vandt i ny olympisk rekordtid med 0,14 sekund forspring, mens Rumænien fik sølv, inden tyskerne kom ind mere 0,33 sekund senere på tredjepladsen. Ud over Wessling bestod besætningen denne gang af Armin Eichholz, Bahne Rabe, Manfred Klein, Frank Richter, Thorsten Streppelhoff, Detlef Kirchhoff, Hans Sennewald og Roland Baar.
Flere år efter at have afsluttet sin rokarriere begyndte Wessling at køre motorløb, og han deltog i Porsche Sports Cup fra 2003, indtil han kom ud for et alvorligt uheld på Hockenheimring i 2008, som han kun med nød og næppe overlevede.
I sit civile liv er Wessling audiolog og har siden begyndelsen af 1990'erne opbygget et høreapparatsfirma med en række butikker i Essen.

## OL-medaljer
- 1988:  Guld i otter
- 1992:  Bronze i otter